# 1906-ban alapított labdarúgóklubok listája
Ez a lista az 1906-ban alapított labdarúgóklubokat tartalmazza.
- CS Fola Esch
- CA Chacarita Juniors
- Central Córdoba
- CA Talleres de Remedios de Escalada
- Club Deportivo Guadalajara
- Cracovia Kraków
- CA Defensores de Belgrano
- Deportivo de La Coruña
- Maccabi Tel Aviv FC
- Miramar Misiones
- Moss FK
- RC Lens
- Southend United FC
- Spezia Calcio 1906
- Sporting Clube de Portugal
- Torino FC
- Trasandino
- Wisła Kraków
- Zagłębie Sosnowiec